# Премия «Ника» за лучшую роль второго плана
Премия «Ника» за лучшую роль второго плана вручалась ежегодно Российской Академией кинематографических искусств с 1988 по 2001 год. На премию выдвигались как актёры, так и актрисы. В 2002 году награда была разделена на две отдельные категории за лучшую мужскую и лучшую женскую роли второго плана.

## Список лауреатов и номинантов
• Лауреаты указаны первыми и выделены отдельным цветом. 

### 1988—1990
| Церемония  | Фото лауреата          | Актёр / Актриса                  | Фильм                  | Роль             |
| ---------- | ---------------------- | -------------------------------- | ---------------------- | ---------------- |
| 1-я (1988) |                        | • Ирина Купченко                 | «Другая жизнь»         | Лиля             |
| 1-я (1988) | • Николай Рыбников     | «Вторая попытка Виктора Крохина» | Фёдор Иванович         |                  |
| 1-я (1988) | • Станислав Садальский | «Лес»                            | Алексис                |                  |
| 2-я (1989) |                        | • Раиса Недашковская             | «Комиссар»             | Мария Махазанник |
| 2-я (1989) | • Лия Ахеджакова       | «Грешник»                        | Зинаида Маслова        |                  |
| 2-я (1989) | • Зиновий Гердт        | «Воры в законе»                  | адвокат                |                  |
| 3-я (1990) |                        | • Нина Русланова                 | «Смиренное кладбище»   | Валентина        |
| 3-я (1990) | • Лариса Малеванная    | «Интердевочка»                   | Алла Сергеевна Зайцева |                  |
| 3-я (1990) | • Вячеслав Тихонов     | «Убить дракона»                  | архивариус Шарлемань   |                  |

### 1991—2001
| Церемония   | Фото лауреата              | Актёр / Актриса                        | Фильм(ы)                       | Роль                         |
| ----------- | -------------------------- | -------------------------------------- | ------------------------------ | ---------------------------- |
| 4-я (1991)  |                            | • Светлана Крючкова                    | «Оно»                          | Амалия Карловна Штокфиш      |
| 4-я (1991)  | «СВ. Спальный вагон»       | • Светлана Крючкова                    | ...                            |                              |
| 4-я (1991)  | «Царская охота»            | • Светлана Крючкова                    | Екатерина II                   |                              |
| 4-я (1991)  | • Ольга Антонова           | «Астенический синдром»                 | Наталья Ивановна               |                              |
| 4-я (1991)  | • Валентин Гафт            | «Пиры Валтасара, или Ночь со Сталиным» | Лаврентий Берия                |                              |
| 5-я (1992)  |                            | • Лия Ахеджакова                       | «Небеса обетованные»           | Фима                         |
| 5-я (1992)  | • Александр Абдулов        | «Дом под звёздным небом»               | сантехник Жора                 |                              |
| 5-я (1992)  | • Александр Абдулов        | «Сукины дети»                          | Игорь Гордынский               |                              |
| 5-я (1992)  | • Никита Михалков          | «Униженные и оскорблённые»             | князь Валковский               |                              |
| 6-я (1993)  |                            | • Елена Яковлева                       | «Анкор, ещё анкор!»            | Аня Крюкова                  |
| 6-я (1993)  | • Валентина Малявина       | «Осенние соблазны»                     | Жанна                          |                              |
| 6-я (1993)  | • Нина Усатова             | «Увидеть Париж и умереть»              | Фарида                         |                              |
| 6-я (1993)  | • Нина Усатова             | «Чича»                                 | Людмила Чечулина               |                              |
| 7-я (1994)  |                            | • Владимир Ильин                       | «Макаров»                      | Василий Иванович Цветаев     |
| 7-я (1994)  | • Иннокентий Смоктуновский | «Убийца»                               | следователь                    |                              |
| 7-я (1994)  | • Нина Усатова             | «Окно в Париж»                         | Верка                          |                              |
| 8-я (1995)  |                            | • Алиса Фрейндлих                      | «Подмосковные вечера»          | Ирина Дмитриевна             |
| 8-я (1995)  | • Ольга Антонова           | «Незабудки»                            | Елизавета Сергеевна            |                              |
| 8-я (1995)  | • Георгий Вицин            | «Хаги-Траггер»                         | кукольный мастер Генрих Янович |                              |
| 9-я (1996)  |                            | • Александр Балуев                     | «Мусульманин»                  | Фёдор                        |
| 9-я (1996)  | • Николай Бурляев          | «Какая чудная игра»                    | Михаил Михайлович              |                              |
| 9-я (1996)  | • Лариса Удовиченко        | «Какая чудная игра»                    | Софья Абрамовна                |                              |
| 10-я (1997) |                            | • Михаил Глузский                      | «Мужчина для молодой женщины»  | ...                          |
| 10-я (1997) | • Ирина Купченко           | «Летние люди»                          | Марья Львовна                  |                              |
| 10-я (1997) | • Олег Янковский           | «Ревизор»                              | Аммос Фёдорович Ляпкин-Тяпкин  |                              |
| 11-я (1998) |                            | • Зураб Кипшидзе                       | «Время танцора»                | Темур                        |
| 11-я (1998) | • Владимир Зельдин         | «Полицейские и воры»                   | дедушка                        |                              |
| 11-я (1998) | • Олег Табаков             | «Три истории»                          | старик                         |                              |
| 12-я (1999) |                            | • Максим Суханов                       | «Страна глухих»                | «Свинья»                     |
| 12-я (1999) | • Светлана Крючкова        | «Тоталитарный роман»                   | Полина                         |                              |
| 12-я (1999) | • Зинаида Шарко            | «Сочинение ко Дню Победы»              | Нина                           |                              |
| 13-я (2000) |                            | • Леонид Ярмольник                     | «Барак»                        | Жора                         |
| 13-я (2000) | • Сергей Гармаш            | «Ворошиловский стрелок»                | капитан Кошаев                 |                              |
| 13-я (2000) | • Сергей Никоненко         | «Китайский сервиз»                     | Арсений Мышко                  |                              |
| 14-я (2001) |                            | • Сергей Гармаш                        | «Нежный возраст»               | Семён Семёнович Беспальчиков |
| 14-я (2001) | • Анастасия Вертинская     | «Бременские музыканты & Co»            | атаманша разбойников           |                              |
| 14-я (2001) | • Сергей Маковецкий        | «Русский бунт»                         | Алексей Швабрин                |                              |